# Palacio de Invierno del Príncipe Eugenio (Viena)
El palacio de Invierno del Príncipe Eugenio (en alemán: Winterpalais Prinz Eugen), también conocido como el palacio de la Ciudad (Stadtpalais), es un palacio urbano de Austria del alto barroco erigido en el distrito de Innere Stadt de Viena. Situado en una calle estrecha en Himmelpfortgasse 8, el palacio fue utilizado como la residencia de invierno del príncipe Eugenio de Saboya, que pasaba sus veranos en el  Belvedere. El palacio de Invierno fue diseñado y construido por Johann Bernhard Fischer von Erlach, desde 1695 hasta 1700, y por Johann Lukas von Hildebrandt desde 1702 hasta 1724, siguiendo el proyecto de su predecesor.
El palacio fue adquirido a través de una subasta por la emperatriz María Teresa para la corte imperial en 1738, junto con la mayoría de los otros edificios del príncipe. En 1752, el palacio fue convertido por Nicolò Pacassi en la sede de varias instituciones estatales. El palacio albergó el Ministerio de Finanzas del Imperio Austríaco de 1848 hasta 1918 y la disolución del Imperio de los Habsburgo. Desde 1919, el palacio ha albergado el Ministerio Federal de Finanzas. De 2007 a 2013, el palacio fue ampliamente renovado. El palacio de Invierno del Príncipe Eugenio es considerado «uno de los edificios barrocos más magníficos de Viena».

## Historia

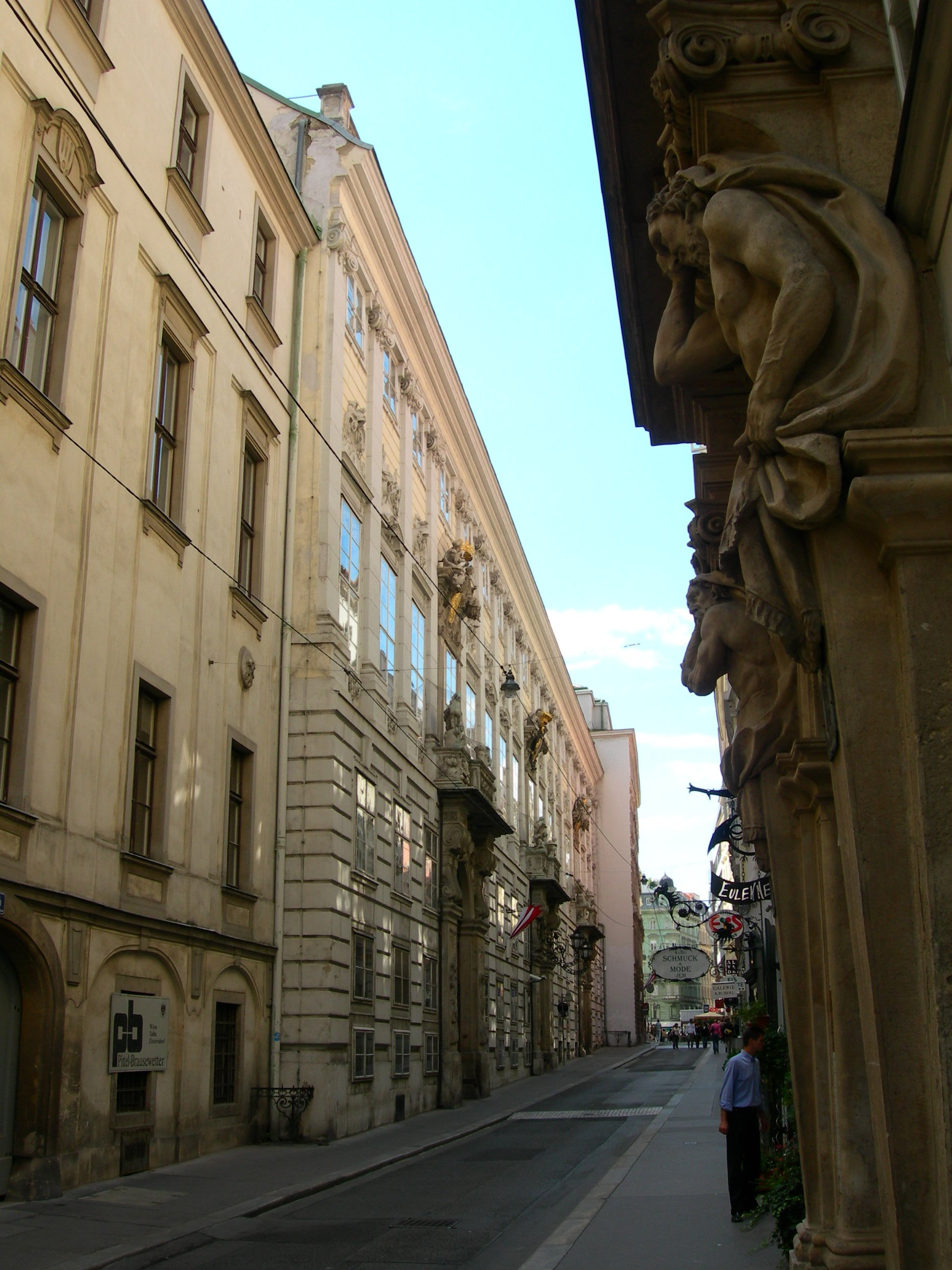
Vista del palacio en la estrecha calle

En 1694 y 1695, el príncipe Eugenio de Saboya compró varias casas antiguas en Himmelpfortgasse en Viena, incluyendo un temprano teatro barroco. En 1695, Johann Bernhard Fischer von Erlach ganó el prestigioso y lucrativo contrato para construir un palacio en ese lugar para el príncipe. En 1697, Fischer von Erlach comenzó a construir el palacio de siete huecos, y hacia 1698, los pintores ya estaban trabajando en los frescos del techo. El gerente de construcción de Fischer von Erlach fue Andrea Simone Carove. La albañilería fue realizada por el maestro vienés Johann Thomas Schilck. El gran portal con relieves laterales —Hércules luchando contra el gigante Anteo, a la izquierda, y Eneas salvando a su padre de la quema de Troya a la derecha— fue esculpido de Kaiserstein por Lorenzo Mattielli. Durante esta primera fase de construcción, se completó la notable escalera con escalones de Kaiserstein y las figuras del Atlas. Las esculturas de la piedra de Zogelsdorfer en la escalera fueron ejecutadas por Giovanni Giuliani. Las entregas de materiales fueron hechas por el maestro Reichardt de Moenchhof Fux.
En 1702, el proyecto fue asumido por Johann Lukas von Hildebrandt. Durante esta fase de la construcción, algunas de las salas se completaron, en particular el gabinete dorado con pinturas al óleo. Tras la adquisición de las propiedades orientales, la fachada se amplió en 1708 en 12 metros. La piedra para este trabajo fue proporcionada por el maestro Kaisersteinbrucher Giovanni Battista Passerini y Elias Hill. En 1710, se agregaron la capilla y una galería. El punto focal central del salón azul con sus frescos de Marcantonio Chiarini data de esta época. En 1719, el palacio se amplió mediante la adquisición del área occidental. La piedra fue proporcionada por Elias Hill. Lorenzo Mattielli hizo los relieves de entrada y las fuentes del patio.
Tras la muerte del Príncipe Eugenio en 1736, su sobrina Anna Viktoria de Saboya heredó la propiedad del príncipe. Después de su matrimonio con Joseph Friedrich von Sachsen-Hildburghausen el 17 de abril de 1738 —fue comandante militar y administrador de los Habsburgo— ella sacó a subasta todas las propiedades del príncipe Eugenio. El palacio fue adquirido por la emperatriz María Teresa  para la corte imperial en 1738, junto con la mayoría de los otros edificios del príncipe. En 1752, el palacio fue convertido por Nicolò Pacassi en la sede de varias instituciones estatales. El palacio albergó el Ministerio de Finanzas del Imperio Austríaco de 1848 hasta 1918 y la disolución del Imperio de los Habsburgo. 
Durante la Segunda Guerra Mundial, el palacio de Invierno no escapó sin daños. El domingo 8 de abril de 1945, a las dos de la tarde, en el curso de un bombardeo del Ejército Rojo soviético, una bomba estalló y destrozó el techo del palacio y otra bomba estalló en el ático. La pintura del techo del pintor francés Ludovico Dorigny fue dañada, pero finalmente fue restaurada por expertos de la Academia de Bellas Artes de Viena.  De 2007 a 2013, el palacio fue sometido a extensas renovaciones. El 18 de octubre de 2013, las habitaciones principales de los apartamentos estatales del Palacio de Invierno se hicieron accesibles al público, temporalmente, como el nuevo lugar de exposición del Belvedere en la Innere Stadt de Viena.

## Descripción
El palacio de Invierno tiene una fachada barroca plana de doce huecos con tres portales, cada uno con dobles ménsulas que sostienen un balcón y una balaustrada decorada. En lugar de columnas o pilares ordinarios, Fischer von Erlach diseñó bajorrelieves que representan escenas militares de la mitología antigua —Hércules luchando contra el gigante Anteo, a la izquierda, y Eneas salvando a su padre Anquises de quemar Troya, a la derecha—. Estas imágenes del mundo clásico estaban destinadas a invocar los gloriosos logros militares del príncipe Eugenio de Saboya.príncipe Eugenio de Saboya Sobre cada portal hay altas ventanas en el piano nobile, diferenciadas de las otras ventanas por sus frontones segmentados invertidos con cartelas insertadas. La fachada está rota arriba por pilastras colosales con capiteles compuestos que se extienden a lo largo de toda la altura del edificio hasta la cornisa.

## Galería de imágenes

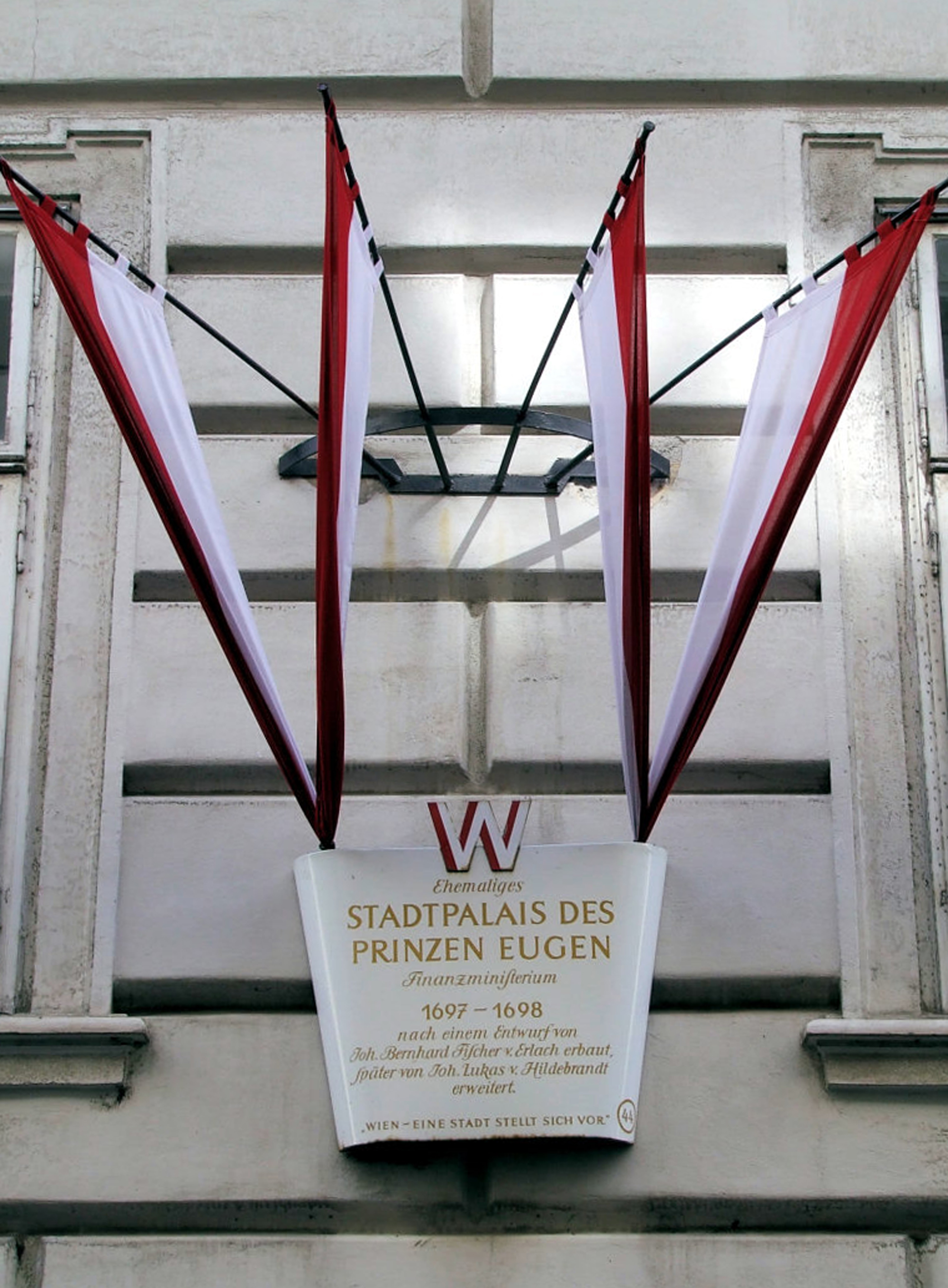
Marcador de información histórica
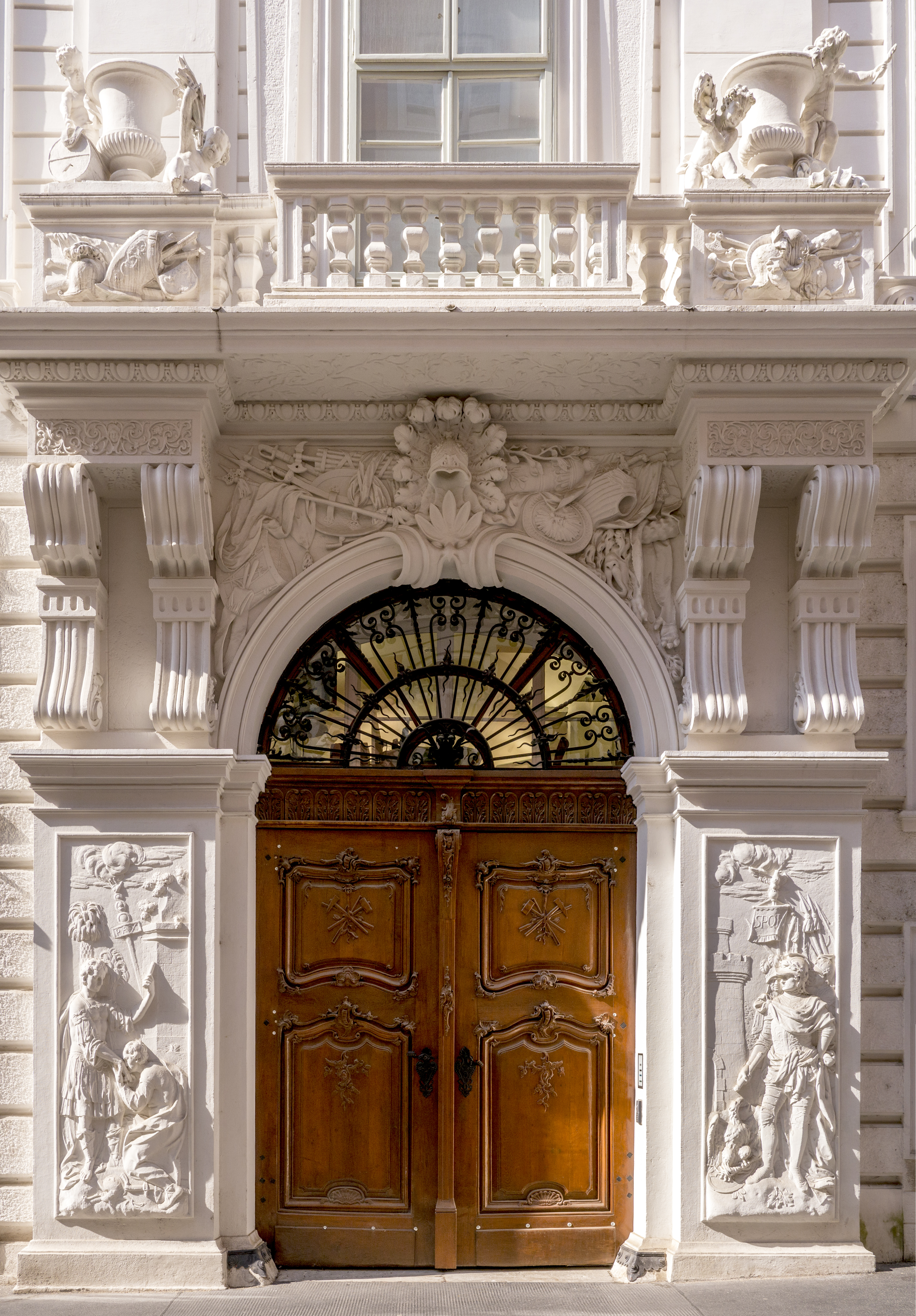
Entrada del palacio
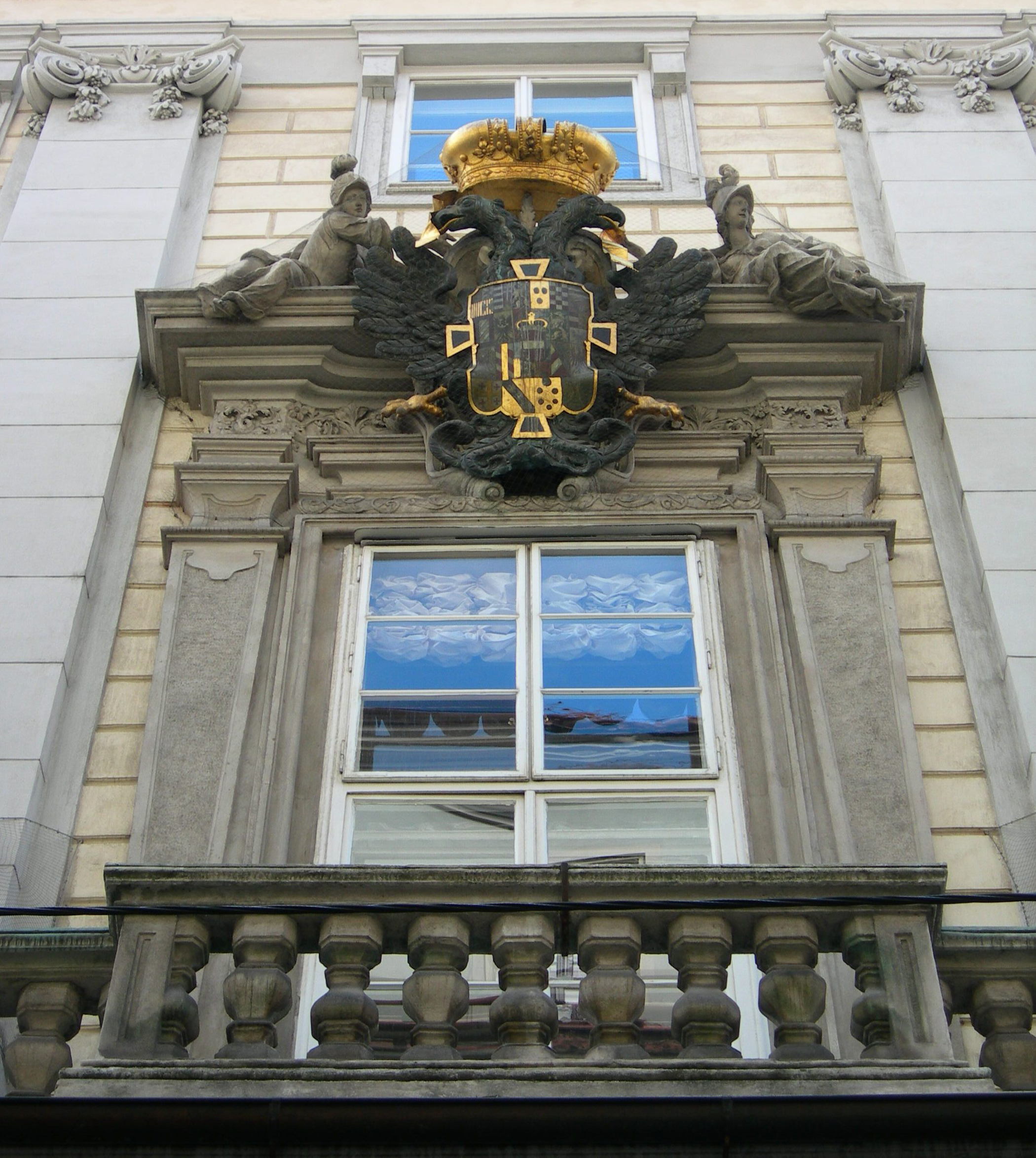
Front portal balustrade, piano nobile windows, and coat of arms
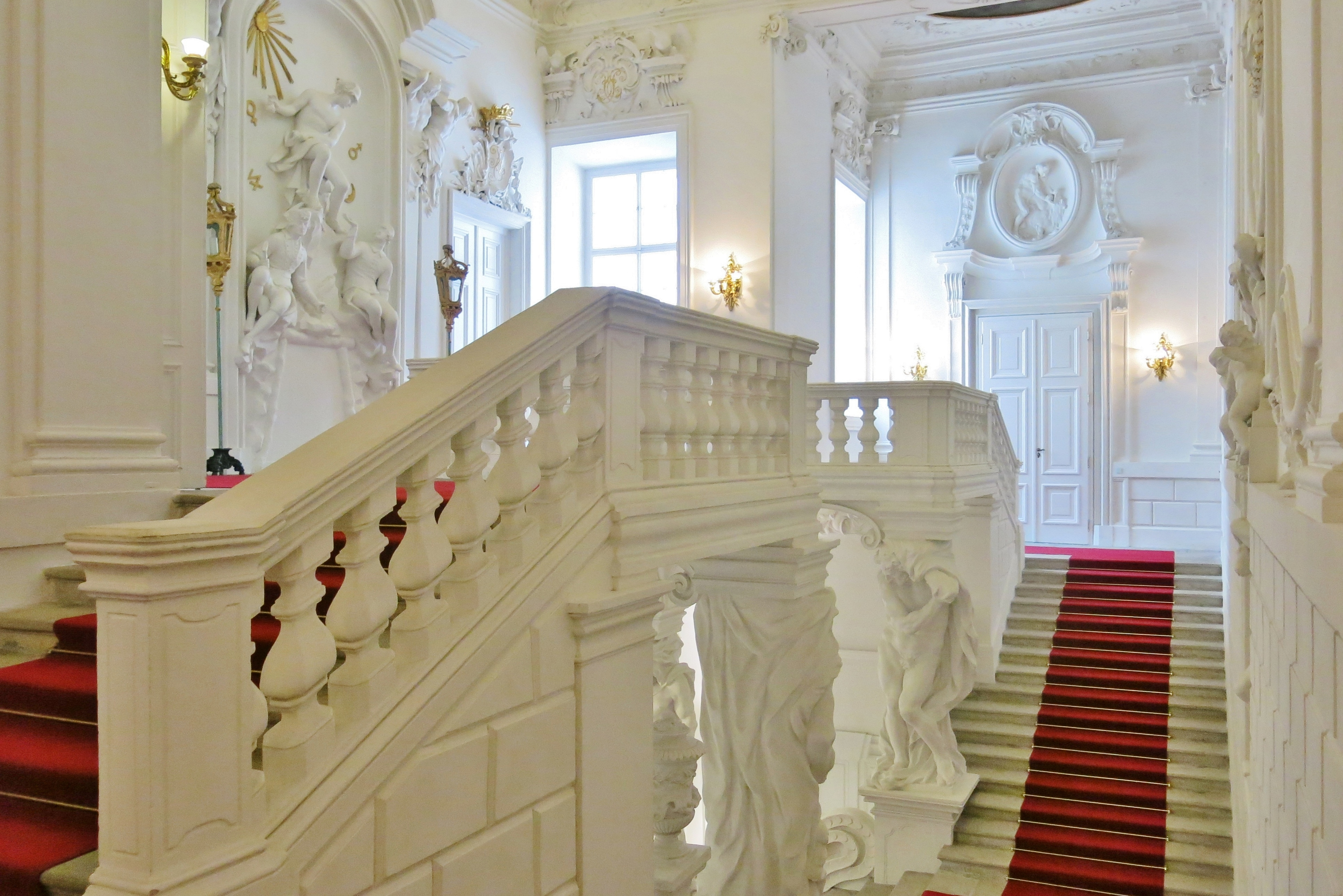
Escalera principal
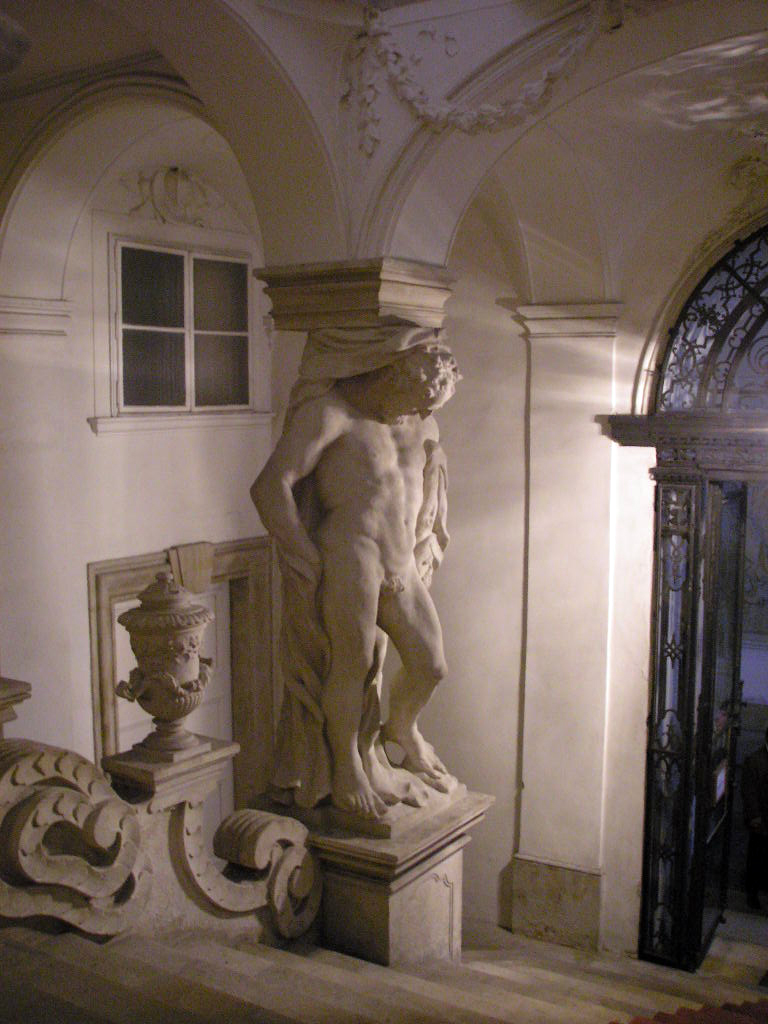
Estatua de la escalera
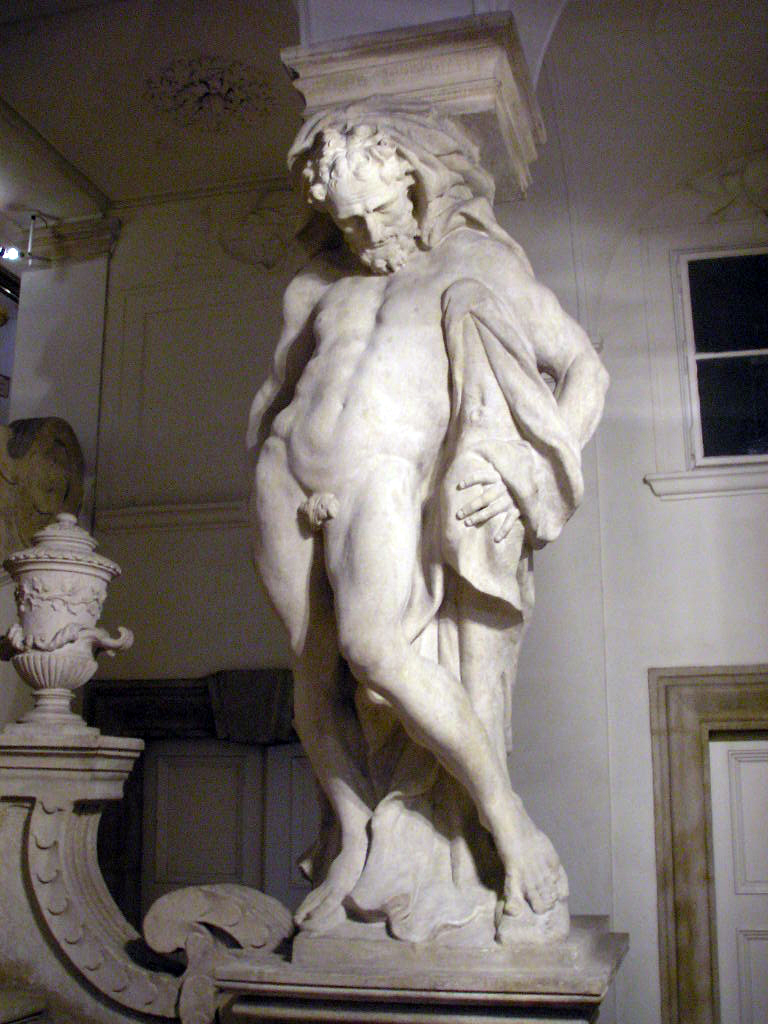
Estatua de la escalera
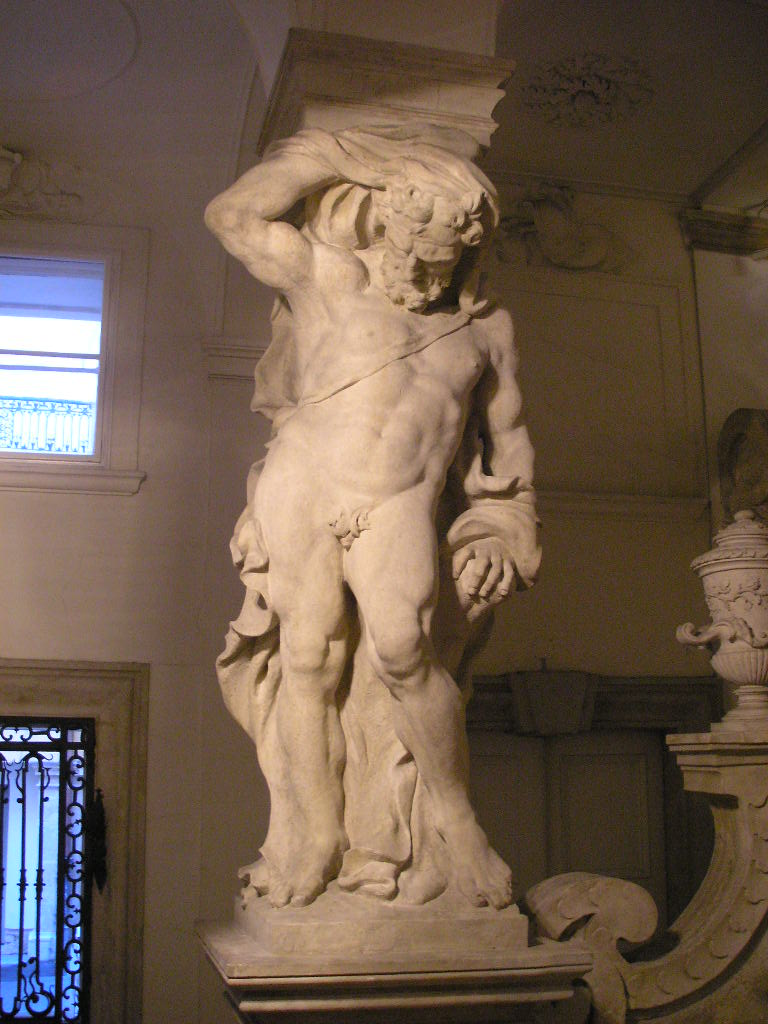
Estatua de la escalera
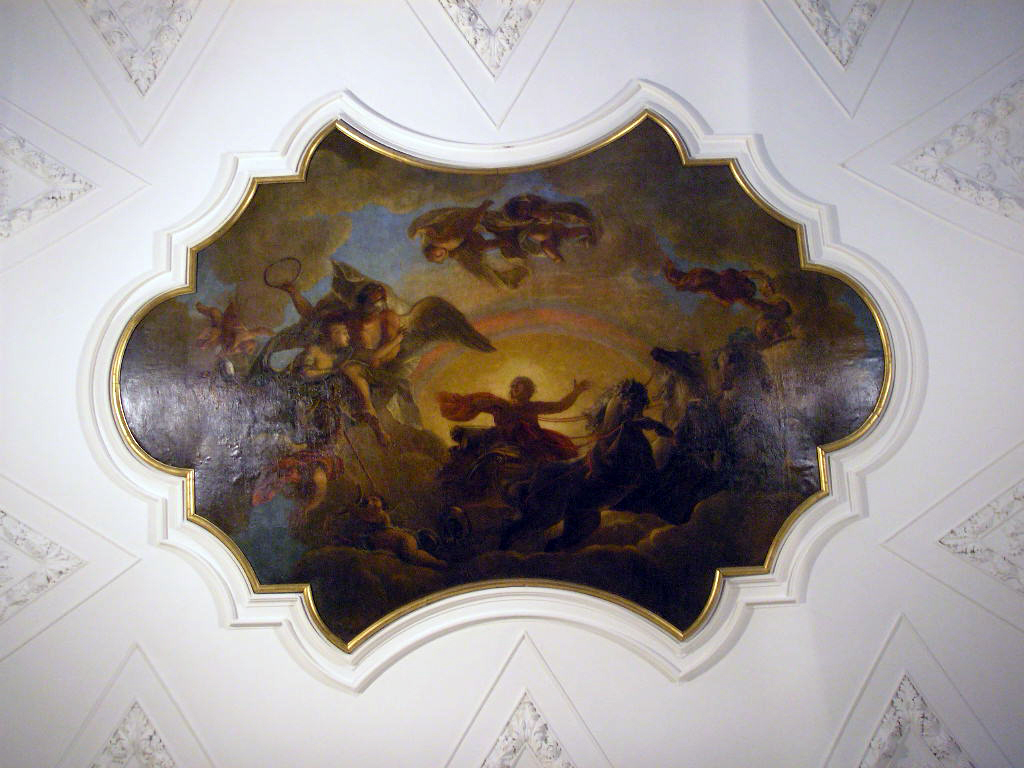
Techo sobre la escalera
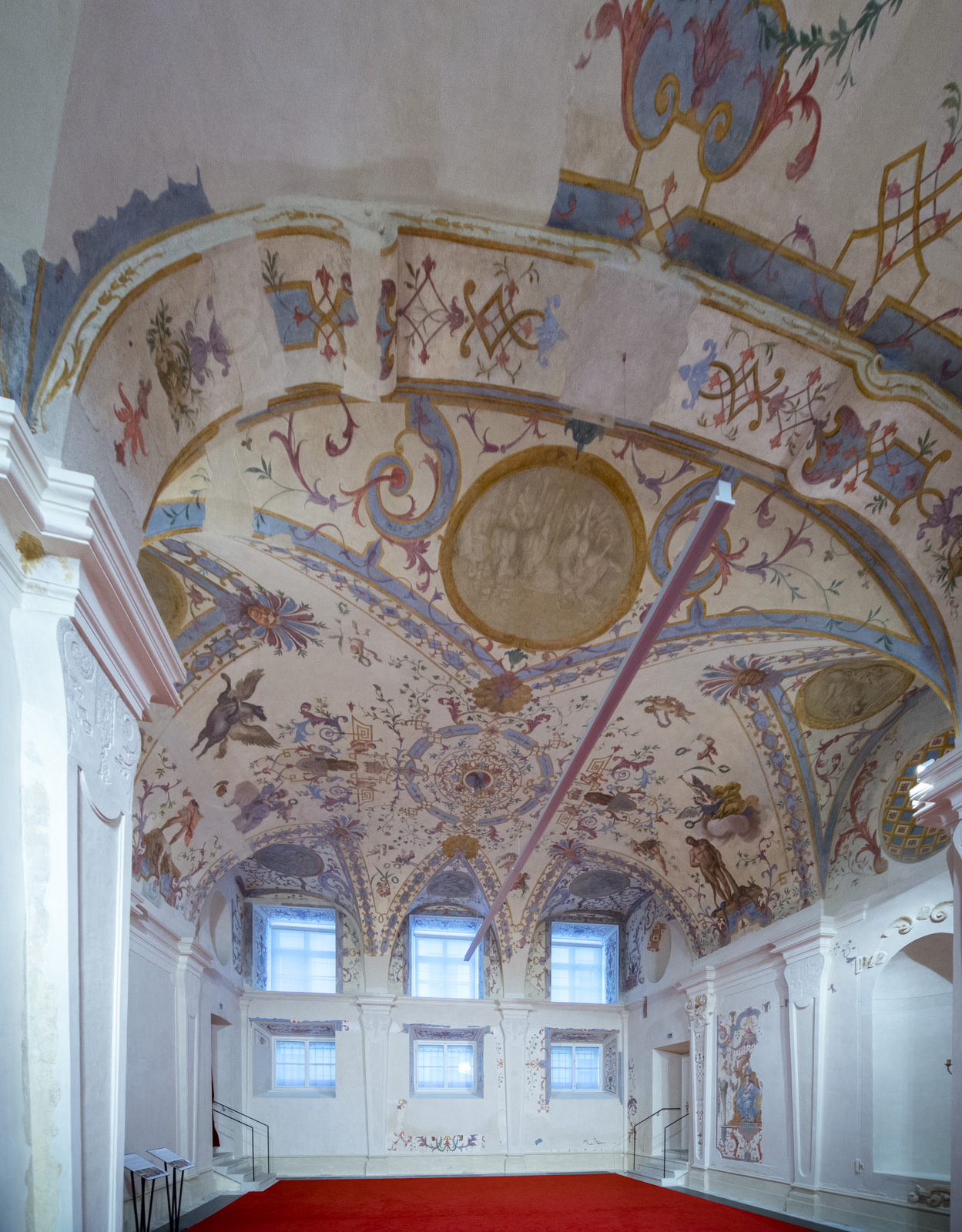
Sala Terrena
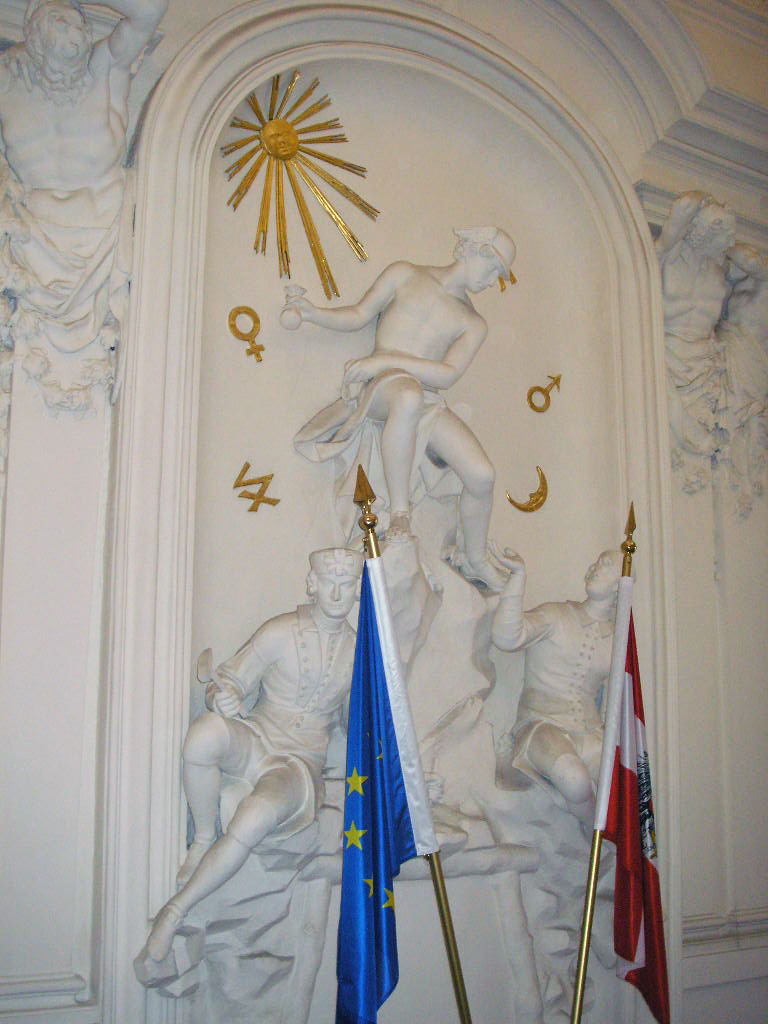
Palacio interior
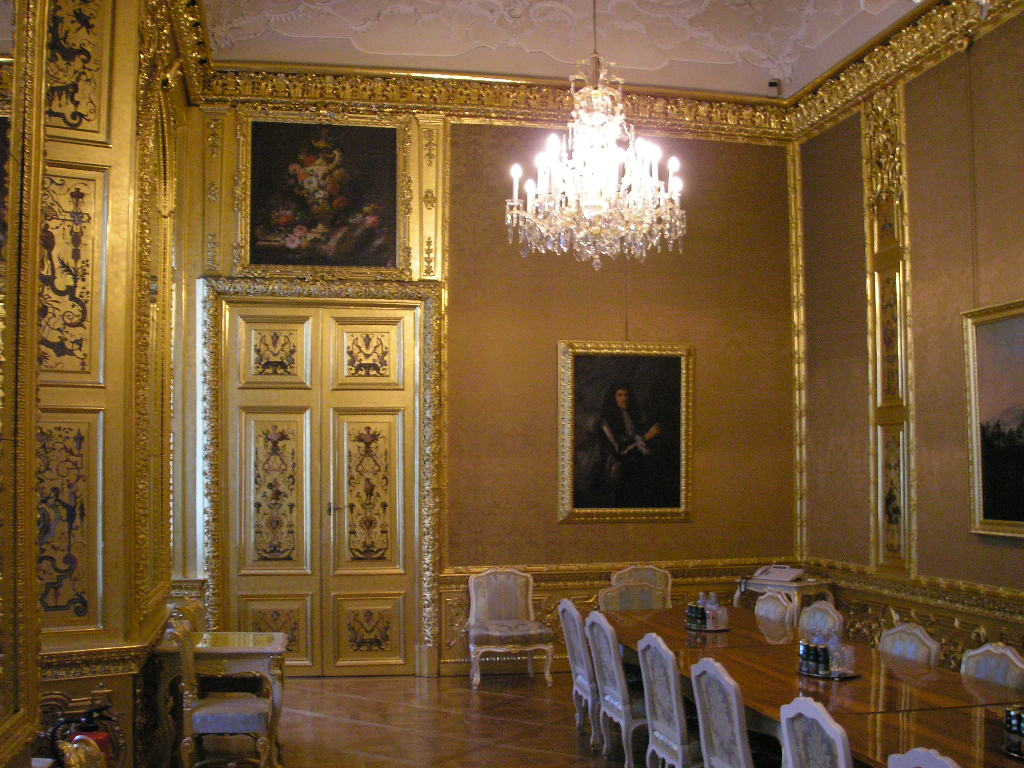
Palacio interior

### Citas
1. 1 2 3 4  Parsons 2000, pp. 89–90.
2. 1 2  Gaillemin 1994, p. 147.
3. ↑  Brook 2012, p. 80.
4. 1 2  Aurenhammer 1973, p. 85.
5. 1 2 3 4  Toman 1999, p. 70.
6. ↑  Stephan 1997, pp. 62–87.
7. ↑  «The Winter Palace of Prince Eugene of Savoy». Belvedere. Archivado desde el original el 13 de octubre de 2013. Consultado el 15 de octubre de 2013.